# 김길수 (승려)
김길수(金吉洙, 1948년 8월 8일~)는 대한민국의 불교 승려로 법명은 법륜(法崙)이다. 서울특별시 관악구 봉천동에 위치한 사찰인 법륜사의 주지, 정치인이다. 세계불교법왕청(世界佛敎法王廳) 소속이며 국태민안호국당 총재를 지냈다. 2002년 대한민국 제16대 대통령 선거에 출마하여 이름이 알려졌다.

## 이력

### 2000년대 이전
1967년에 출가를 하여 이후 1971년 육군 제7사단에서 육군 하사로 병역을 마쳤다. 1988년에는 필리핀 마닐라 콘티넨털 대학교로부터 경영학과 학사 학위를 받았으며 불교종단연합회 총재,세계불교법왕청 제2대 세계법왕을 역임했다.

### 2000년대 이후
2002년 대한민국 제16대 대통령 선거에서 "불심으로 대동단결"이라는 표어와 함께 기호 6번으로 출마해 51,104표(0.21%)를 얻어 5위에 올랐다. 선거 당시 다른 후보들이 선거 운동을 하는 동안 그는 6일간 동안거(冬安居)에 들어가는 등 남들과 다른 행보를 보였는데, 동안거를 한 이유에 대해서는 "큰 일을 앞두고 몸가짐을 단정하게 하기 위한 것일 뿐"이라고 말하였다. 김길수가 내건 "불심으로 대동단결"이라는 표어는 하필이면 이와 동일한 시기에 태조 왕건이 한창 인기를 끌고 있었는데 그 여파로 김길수와 궁예가 비슷하게 승려인 이유로 대한민국에서 인터넷 밈 가운데 하나가 되어 다양한 패러디 작품을 양산했다. 김길수는 선거 당시에 자신이 법왕종 소속이라고 밝혔으나 불교계는 "김길수가 대통령 선거 출마를 통해 교세를 확장하고 있다."고 지적했다. 한국불교종단협의회 상임이사를 역임했던 조계종 소속 승려인 미산은 "법왕종은 한국불교종단협의회에 소속되지 않은 이단이며 김길수는 한국 전통 불교와 아무런 관련이 없는 인물"이라고 지적했다.
2003년 8월 20일에는 대선을 앞두고 있던 2002년 11월 김모씨에게 접근하여 자신이 대통령에 당선되면 국회의원과 국무총리를 시켜준다며 6억여 원을 편취한 혐의와 2002년 12월 전라남도 일대에 세계법왕청을 건립하여 복지와 영리사업을 하자며 꾀어 2년 동안 74억여 원을 받아 편취한 혐의와 카드를 빌려 1억 9천만 원을 쓰는 등 모두 88억 원 가량을 편취한 혐의로 구속되어 징역 5년, 집행유예 5년을 선고받았다. 수감된 이후의 행적에 대해서는 거의 알려져 있지 않다.

## 같이 보기
- 허경영